# 硼氢化钾
硼氢化钾是一种无机化合物，化学式为KBH4，可用作还原剂。

## 物理性质
硼氢化钾可溶于甲醇、乙醇和液氨，不溶于乙醚、苯、四氢呋喃、甲醚和碳氢化合物。其溶解时在相应溶剂里的溶解度如下表：
| 溶剂（每100g） | 溶解度 | 温度(℃) |
| -------------- | ------ | ------- |
| 甲醇           | 0.7    | 20      |
| 乙醇           | 0.25   | 20      |
| 液氨           | 20     | 25      |

硼氢化钾在90K时具有面心立方结构，其中的阴离子（BH4-）为四面体结构，B-H的键长为1.260A。

## 化学性质
- 硼氢化钾的水溶液在100℃时完全放出氢气。[1]

- 硼氢化钾固体和一些氧化物（如四氧化三铅）混合加热时，会发生燃烧，并产生金属单质。

## 制备
硼氢化钾可以通过硼氢化钠与氢氧化钾的复分解反应制备：
NaBH4 + KOH → KBH4 + NaOH